# Гражданский (Самарская область)
Гражда́нский — посёлок в Красноармейском районе Самарской области. Административный центр и единственный населённый пункт сельского поселения Гражданский.

## География
Посёлок находится на расстоянии примерно 23 км (по прямой) к северо-западу от села Красноармейское, административного центра района.

### Часовой пояс
Посёлок Гражданский, как и вся Самарская область, находится в часовой зоне МСК+1. Смещение применяемого времени относительно UTC составляет +4:00.

## История
Посёлок известен с 1923 года, когда такое название и статус получил хутор Овсянникова, бывшее владение помещика Овсянникова. В 1928 в посёлке насчитывалось 69 дворов и 344 жителя. В советский период истории работали колхозы им. Сталина и «Победа» (ныне — ООО «Гражданское»).

## Население
| 2010 | 2012 | 2013 | 2014 | 2015 | 2016 | 2017 |
| ---- | ---- | ---- | ---- | ---- | ---- | ---- |
| 542  | ↘537 | ↗540 | ↘536 | ↘532 | ↘524 | ↗529 |
| 2018 | 2019 | 2020 | 2021 |      |      |      |
| ↘515 | ↘512 | ↘497 | ↘486 |      |      |      |

### Национальный состав
Согласно результатам переписи 2002 года, в национальной структуре населения русские составляли 95 % из 554 чел.